# Eublemma ostrinum
Eublemma ostrinum (inkorrekt auch Eublemma ostrina) ist ein Schmetterling (Nachtfalter) aus der Familie der Eulenfalter (Noctuidae). Die Trivialnamen Bräunliche Kratzdisteleule, Purpur-Kratzdisteleulchen oder Südliches Sandstrohblumeneulchen werden nur selten verwendet.

## Merkmale

### Falter
Die Flügelspannweite der Falter beträgt etwa 16 bis 24 Millimeter. Damit gehören sie zu den kleineren Eulenfaltern. Sie zeichnen sich durch eine außerordentlich große Farbvariabilität aus. So reicht die Farbscala der Vorderflügel von Ockergelb bis zu dunkel Rostrot oder Braunviolett. Das Wurzelfeld ist stets heller gefärbt. Die unregelmäßig gezackte Wellenlinie ist weiß angelegt. Die Nierenmakel ist zu einem kleinen schwarzen Punkt reduziert. Querlinien sowie Zapfen- und Ringmakel fehlen. Mittelschatten und Apexregion sind zuweilen verdunkelt. Die fast zeichnungslosen Hinterflügel haben eine graubraune Tönung. Die Fransen der Vorderflügel sind bräunlich, diejenigen der Hinterflügel weißlich.

### Raupe
Die Raupen sind gelbgrau gefärbt, haben blass gelbe, unterbrochene Rücken- und Nebenrückenlinien, ebenso gefärbte Seitenstreifen sowie Punktwarzen, die mit hellgrauen Haaren versehen sind. Kopf und Halsschild sind dunkelbraun.

### Ähnliche Arten
Innerhalb der Gattung Eublemma gibt es Arten, deren Falter Eublemma ostrinum farblich ähneln, beispielsweise Eublemma parvum, die jedoch kleiner und meist heller gefärbt ist sowie Querlinien erkennen lässt. Zur sicheren Bestimmung sollten in Zweifelsfällen Spezialisten zu Rate gezogen werden.

## Geographische Verbreitung und Lebensraum
Eublemma ostrinum kommt im gesamten Mittelmeerraum vor und ist in Mitteleuropa nur vereinzelt anzutreffen. Richtung Osten erstreckt sich das Verbreitungsgebiet bis Südrussland, Kleinasien und Afghanistan. Bei gelegentlichen Funden in Nordeuropa, wie 1992 in Großbritannien dürfte es sich um Wanderfalter handeln. Eublemma ostrinum ist an warmen, trockenen Stellen anzutreffen.

## Lebensweise
Hauptflugzeit der Falter sind die Monate Juni bis August. In klimatisch sehr günstigen Gebieten sind sie von April bis Oktober anzutreffen, was für die Ausbildung von mindestens zwei Generationen spricht. Als Nahrungspflanzen der Raupen werden Golddistel- (Carlina) und Strohblumenarten (Helichrysum) angegeben.

## Gefährdung
Eublemma ostrinum gilt in Bayern als vom Aussterben bedroht. Sofern Falter in anderen deutschen Bundesländern auftauchen, werden sie als Wanderfalter oder Irrgast angesehen.

## Anmerkung
1. ↑  Das Geschlecht der Gattung Eublemma ist neutrum, von altgriech. τό βλέμμα, -ατος = Blick, Gesicht, Auge. Entsprechend muss das Geschlecht des Artnamens angepasst werden